# Världsmästerskapen i bordtennis 1933 (december)
Världsmästerskapen i bordtennis 1933 spelades i Paris under perioden 2-10 december 1933.

## Medaljörer

### Lag
| Disciplin            | Guld                                                                             | Silver                                                                          | Brons                                                         |
| Herrarnas lagtävling | Ungern Viktor Barna Laszlo Bellak Lajos Leopold David Tibor Hazi Miklós Szabados | Österrike Erwin Kohn Alfred Liebster Karl Schediwy                              |                                                               |
| Herrarnas lagtävling | Ungern Viktor Barna Laszlo Bellak Lajos Leopold David Tibor Hazi Miklós Szabados | Tjeckoslovakien Oldrich Blecha Miloslav Hamr Kohn Stanislav Kolář Karel Svoboda |                                                               |
| Damernas lagtävling  | Tyskland Anita Felguth Annemarie Haensch Astrid Krebsbach Mona Muller            | Ungern Magda Gal Mária Mednyánszky Anna Sipos                                   | Tjeckoslovakien Marie Kettnerová Marie Smidova Jozka Veselska |

### Individuellt
| Disciplin   | Guld                              | Silver                         | Brons                          |
| Herrsingel  | Viktor Barna                      | Laszlo Bellak                  | Tibor Hazi                     |
| Herrsingel  | Viktor Barna                      | Laszlo Bellak                  | Miklós Szabados                |
| Damsingel   | Marie Kettnerová                  | Astrid Krebsbach               | Dora Emdin                     |
| Damsingel   | Marie Kettnerová                  | Astrid Krebsbach               | Magda Gal                      |
| Herrdubbel  | Viktor Barna Miklós Szabados      | Sándor Glancz Tibor Hazi       | Istvan Boros Bela Nyitrai      |
| Herrdubbel  | Viktor Barna Miklós Szabados      | Sándor Glancz Tibor Hazi       | Miloslav Hamr Kohn             |
| Damdubbel   | Mária Mednyánszky Anna Sipos      | Anita Felguth Astrid Krebsbach | Marie Smidova Marie Kettnerová |
| Damdubbel   | Mária Mednyánszky Anna Sipos      | Anita Felguth Astrid Krebsbach | Hilde Bussmann Magda Gal       |
| Mixeddubbel | Miklós Szabados Mária Mednyánszky | Viktor Barna Anna Sipos        | Stanislav Kolář Marie Smidova  |
| Mixeddubbel | Miklós Szabados Mária Mednyánszky | Viktor Barna Anna Sipos        | Laszlo Bellak Kathleen Berry   |

### Fotnoter
1. ↑  ”World Championships Results”. ITTF Museum. Arkiverad från originalet den 11 maj 2012. https://web.archive.org/web/20120511103023/http://www.ittf.com/museum/results/WorldChresults.html. Läst 7 april 2012.
2. ↑  ”ITTF Statistics”. ittf.com. Arkiverad från originalet den 4 mars 2016. https://web.archive.org/web/20160304102203/http://www.ittf.com/ittf_stats/All_events4.asp?Competition_ID=8. Läst 7 april 2012.